# Briarres-sur-Essonne
Briarres-sur-Essonne è un comune francese di 566 abitanti situato nel dipartimento del Loiret nella regione del Centro-Valle della Loira.

## Società

### Evoluzione demografica
Abitanti censiti